# コロナ債
コロナ債（コロナさい）とは、2020年に世界的流行となった新型コロナウイルス感染症（COVID-19）対策に関する資金調達のための債券。

## 概要
欧州では、イタリアやスペインがEUによる共通債として発行を求めている。フランスが支持する一方で、ドイツやオランダは反対している。
米国においては、資金調達のために戦時国債という位置付けでの国債発行が検討されている。
日本においても国民民主党の玉木雄一郎代表等によってコロナ債の発行が議論されている。
他方でアフリカ開発銀行（AfDB）等の国際機関は、新型コロナウイルスに関連した支援を目的とした債券の発行を実施している。